# Vilson Pedro Kleinübing
Vilson Pedro Kleinübing (Montenegro, 9 de setembro de 1944 – Florianópolis, 23 de outubro de 1998) foi um político brasileiro.

## Biografia
Vilson Pedro Kleinübing nasceu em 09 de setembro de 1944, no município de Montenegro, no Rio Grande do Sul. Casado com Vera Maria Karam Kleinübing, teve três filhos João Paulo, Eduardo e Diogo. Vilson era filho de Carmelina Pontin Kleinübing e Waldemar Kleinübing, que foi prefeito de Videira, em Santa Catarina, entre 1966 e 1970. 
Ainda pequeno, mudou-se com a família para a cidade de Videira onde fez os primeiros estudos no Colégio Imaculada Conceição. Iniciou o curso secundário no Colégio Catarinense, em Florianópolis, concluindo-o no Colégio Anchieta, em Porto Alegre.
Formou-se em Engenharia Mecânica pela Universidade Federal do Rio Grande do Sul (UFRGS), em 1968 e, dois anos mais tarde, finalizou a pós-graduação em Engenharia Econômica pela Universidade Federal de Santa Catarina (UFSC).
Seu primeiro trabalho foi como auxiliar de escritório no Banco Contábil, em Videira, entre 1958 e 1959. Enquanto cursava Engenharia em Porto Alegre, chefiou o departamento de planejamento e produção da empresa Ipesul.
Em 1969, retornou para Santa Catarina e ocupou o cargo de gerente-assistente em empresa dos ramos de engenharia e arquitetura. No ano seguinte, foi aprovado em concurso público das Centrais Elétricas de Santa Catarina (CELESC), na função de analista de sistemas. Na estatal, ascendeu aos cargos de assessor da diretoria, chefe do Departamento de Processamento de Dados e diretor de Distribuição.
Entre 1970 e 1978 também atuou como professor da Escola Superior de Administração e Gerência (ESAG), da Universidade do Estado de Santa Catarina (UDESC).

## Trajetória política
Em 1982, em sua primeira disputa eleitoral, foi eleito deputado federal por Santa Catarina, pelo Partido Democrático Social (PDS), com 106.388 votos - o segundo mais votado, para a composição da 47ª Legislatura (1983-1986). Licenciou-se, entre 1983 e 1985, e assumiu o cargo de secretário da Agricultura e Abastecimento de Santa Catarina, nomeado pelo então governador Esperidião Amin.
Em 1986, filiou-se ao Partido da Frente Liberal (PFL) e por esta legenda concorreu ao cargo de governador de Santa Catarina. Recebeu 551.423 votos, e ficou na segunda colocação na disputa vencida por Pedro Ivo Campos.
Nas eleições municipais de 1988, concorrendo novamente pelo PFL, foi eleito prefeito de Blumenau, com 51.875 votos, para o período de 1989 a 1992. No segundo ano de mandato, renunciou da função para disputar nova eleição.
Foi candidato, pela segunda vez a governador de Santa Catarina, no pleito de 1990, na coligação “União por Santa Catarina”. Eleito em primeiro turno com 932.877 votos, foi empossado em 15 de março de 1991, recebendo o cargo de Casildo Maldaner.
Sua gestão foi marcada pela reestruturação administrativa, quando as 23 Secretarias de Estado foram compactadas em apenas 10, e pelo enxugamento dos custos com folha de pagamento, com a redução de mais de 20 mil funcionários. A plataforma de governo foi baseada no Plano SIM (Saúde, Instrução e Moradia).
Em 6 de abril de 1994, Kleinübing renunciou ao cargo de governador para concorrer à vaga ao Senado, assumindo em seu lugar Antônio Carlos Konder Reis.
Em 1994 foi eleito senador por Santa Catarina pelo PFL, com 914.799 votos, para composição da 50ª Legislatura (1995-1999) e 51ª Legislatura (1999-2003), tendo Geraldo Althoff como primeiro suplente. Ocupou o posto de vice-líder do governo na Casa e foi membro titular das Comissões Permanentes de Assuntos Econômicos e de Serviços de Infraestrutura. Teve destacada atuação nas Comissões Parlamentares de Inquérito (CPI) dos Títulos Públicos e dos Precatórios.

## Morte
Vilson Kleinübing faleceu em 23 de outubro de 1998, aos 54 anos, em decorrência de um câncer de pulmão. Foi sepultado no Cemitério Jardim da Paz, em Florianópolis. 